# Mot huset
|  | Denne artikel er oprettet af botten PalnaBot ud fra en ekstern database. Den kan derfor have sproglige fejl eller mangler. Denne skabelon kan fjernes efter kontrol af indholdet. |

Mot huset er en film instrueret af Dag Johan Haugerud, Kajsa Næss.

## Handling
En ung pige oplever, at hendes bedstefar dør samme dag, som hun fylder 15. Det er tid til en sær familiesammenkomst. Familiemedlemmernes personligheder og spændingerne mellem dem udtrykkes gennem koreograferede bevægelser og dans, set fra pigens pov.